# František Kovárna
František Kovárna (17. září 1905 Krpy – 19. června 1952 New York) byl významný český výtvarný teoretik, kritik a prozaik. Překládal také z italštiny a němčiny. Soustavně se zabýval především problematikou moderního českého malířství. Jako čelný představitel České strany národně sociální po Únoru 1948 raději emigroval – nejprve do Německa a Francie, poté do Spojených států. V komunistickém Československu byl mezitím v nepřítomnosti odsouzen k trestu smrti ve vykonstruovaném politickém procesu se skupinou Choc a spol. Rozsudek byl v roce 1993 zrušen v celkovém rozsahu a v roce 1992 byl Kovárnovi udělen Řád TGM in memoriam.

## Život a dílo
Jeho otec byl mlynářem, bratr Václav Kovárna (nar. 1896) se stal akademickým malířem. Studoval nejprve na gymnáziu v Mladé Boleslavi (1916–22), studium dokončil v roce 1924 maturitou na pražském Jiráskově gymnáziu v Resslově ulici. Po maturitě nastoupil František Kovárna roku 1924 ke studiu románských jazyků, literatury a estetiky na filozofickou fakultu Univerzity Karlovy. Kde se nejen pod vlivem profesora Binda Chiurla zajímal o současnou italskou literaturu, z níž později i překládal. Nejvýrazněji jej však tehdy ovlivnili jeho učitelé F. X. Šalda a Otakar Zich. Vedle vlastní tvorby publikoval Kovárna během univerzitních studií množství novinových a časopiseckých výtvarných kritik, což mu v roce 1928 vyneslo místo šéfredaktora Volných směrů, v nichž si zájem o výtvarné umění prohloubil. Na podzim 1929 proto začal studovat dějiny umění u profesorů Vojtěcha Birnbauma a Antonína Matějčka. Dizertační práci – monografii o Antonínu Slavíčkovi obhájil v roce 1931. Rok tehdy působil jako tajemník Klubu Za starou Prahu, než na podzim 1932 přijal nabídku profesora Birnbauma a stal se jeho asistentem v Ústavu a Semináři dějin umění. Svou habilitační práci Malířství ornamentální a obrazové publikoval v roce 1934. Přednášky z estetiky a výtvarného umění na univerzitě vedl až do uzavření vysokých škol.
S přítelem Václavem Černým spoluzaložil Kritický měsíčník a později také knihovnu Svazky, kterou redakčně vedl a v níž za okupace vycházely eseje předních československých vzdělanců. Za války trávil Kovárna značnou část svého času s rodinou v letním sídle v obci Bezmíř na Benešovsku, kde tak vzniklo hned několik jeho literárních děl a uměleckohistorických prací. Mezi nimi i Listy mrtvému příteli, jejichž adresátem byl Kovárnův dávný známý – německý historik umění Hans-Adalbert von Stockhausen. V krátkém období třetí republiky se Kovárna politicky angažoval jako člen ústředního výboru České strany národně sociální. Přednášel na filozofické fakultě, ČVUT a 3. září 1947 byl jmenován profesorem estetiky na nově vzniklé pedagogické fakultě Univerzity Karlovy. Jako významný intelektuál, demokrat a politický odpůrce komunistické strany byl poúnorovými akčními výbory v březnu 1948 zbaven všech univerzitních funkcí. V dubnu 1948 odešel do německého exilu. Odkud poté odcestoval do Paříže, kde v roce 1949 vydával s Janem Čepem bulletin Tchécoslovaquie libre. Stýkal se a spolupracoval s národněsocialistickými politiky Jaroslavem Stránským, Ivanem Herbenem a Hubertem Ripkou. Roku 1951 odcestoval do New Yorku, kde žil s rodinou ve čtvrti Queens. Kovárna zde založil ochotnické divadlo a do své předčasné smrti se věnoval psaní divadelních her a esejů.
Roku 1992 mu byl udělen Řád T.G. Masaryka in memoriam.

## Výběrová bibliografie
- Bojácní a rváč. Praha: F. Svoboda, 1926.
- Živí a mrtví. Praha: Sfinx, 1926.
- Jedna a jedna jsou tři. Proti rozumu a pro tvořivost. Praha: Průlom, 1929.
- Antonín Slavíček. Praha: S. V. U. Mánes, 1930.
- Na břehu. Plzeň: Sdružení západočeských umělců, 1932.
- Současné malířství. Praha: Orbis, 1932.
- Vincenc Beneš. Praha: Dr. Štěpán Jež, 1933.
- Malířství ornamentální a obrazové. Praha: Orbis, 1934.
- Ludvík Kuba. Praha: Dr. Štěpán Jež, 1935.
- K. M. Čapek-Chod. Praha: Fr. Borový, 1936.
- Pravoslav Kotík. Praha: Jan Fromek, 1937.
- Česká střízlivost a český pathos. Praha: Václav Petr, 1939.
- Karel Kotrba. Praha: Jednota umělců výtvarných, 1939.
- Zemi milované… – Mánesův odkaz národu. Praha: Orbis, 1939.
- Bezmíř. Praha: Václav Petr, 1940.
- České malířství let devadesátých. Praha: Václav Petr, 1940.
- Miloslav Holý. Praha: Česká grafická Unie, 1940.
- Vojtěch Sedláček. Praha: Melantrich, 1940.
- František Bílek. Praha: S. V. U. Mánes, 1941.
- František Kaván. Praha: Jednota umělců výtvarných, 1941.
- Výtvarné epištoly. Praha: Jednota umělců výtvarných, 1941.
- Jan Kojan. Praha: Česká grafická unie, 1945.
- Listy mrtvému příteli. Praha: ELK, 1946.
- O kulturu v socialismu. Praha: Melantrich, 1946.
- O sebeurčení našeho malířství. Praha: Václav Petr, 1948.